# Шереметева, Ирина Илларионовна
Графиня Ири́на Илларио́новна Шереме́тева (урождённая графиня Воронцо́ва-Да́шкова; 2 декабря 1872, Санкт-Петербург — 3 января 1959, Рим) — фрейлина, общественный деятель, сестра милосердия. Трижды награждена Георгиевскими медалями.

## Биография
Ирина Илларионовна (Ира) была четвёртой дочерью в многодетной семье наместника на Кавказе графа Иллариона Ивановича Воронцова-Дашкова и Елизаветы Андреевны, урождённой графини Шуваловой.
Свои детские годы Ирина Илларионовна вместе с братьями и сёстрами провела в семейном имении Ново-Томниково Шацкого уезда, где детям полагалось минимум четыре часа заниматься с учителями, а кроме того, читать, заниматься верховой ездой и шить одежду крестьянским детям. В случае отсутствия родителей они должны были в письмах отчитываться о проведённом времени.
Благодаря близости родителей к императору Александру III, все молодые Воронцовы-Дашковы заняли достойное место при дворе и оказались в числе друзей великого князя Николая Александровича, образовав тесный кружок сверстников, связанных светскими забавами. При дворе фрейлина Ирина Илларионовна сблизилась с графом Дмитрием Сергеевичем Шереметевым (1869—1943), старшим сыном Сергея Дмитриевича и Екатерины Павловны Шереметевых, который также был «сверстником Государя по детским играм, и однокашником по службе в лейб-гвардии Преображенском полку». 11 июня 1891 года граф Воронцов-Дашков писал императору Александру III: «Прошу разрешить мне поделиться с Вами семейной радостью. Дмитрий Шереметев помолвлен на Ире. Все мы очень счастливы.» Однако по желанию Сергея Дмитриевича объявление о помолвке отложили до производства его сына в офицеры. Венчание состоялось 10 января 1892 года в шереметевской домовой церкви Святой Варвары. По воспоминаниям А. Половцова выбору церкви предшествовал «продолжительный спор между матерями жениха и невесты» о месте венчания, решённый только благодаря Высочайшему вмешательству. Газета «Новое время», освещавшая свадьбу, сообщала, что бракосочетание, на котором присутствовали более 60 гостей, включая почти всю императорскую семью, чинов Двора, министров и офицеров полка во главе с командиром Тимирязевым, «отличалось редким блеском.» Жениха к венцу благословляли император и принц Александр Петрович Ольденбургский, в церковь он вошёл с императрицей Марией Фёдоровной, невесту, которая была «красавицей в полном смысле слова», сопровождал Александр III. Одним из поручителей жениха был великий князь Сергей Михайлович, невесты — цесаревич Николай Александрович и великий князь Александр Михайлович.

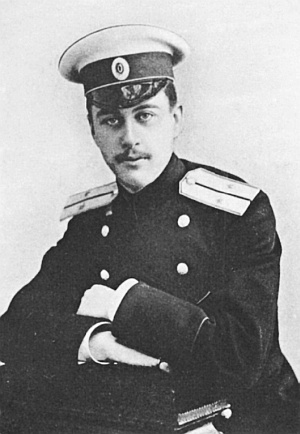
Д. С. Шереметев

После медового месяца, проведённого в Кусково, молодожёны поселились в Фонтанном доме, где для них была устроена отдельная квартира во флигеле. В Михайловском Дмитричи имели свой отдельный одноэтажный деревянный дом рядом с большим домом. Материально Дмитрий Сергеевич зависел от отца. Сергей Дмитриевич не желал делить семейные земли, и его дети имели лишь часть дохода от родовых имений. В мае 1900 года Дмитрий Сергеевич купил 420 десятин земли в селе Гавронцы Полтавской губернии. В 1909 году он писал из Ливадии: «Государь хочет, чтобы мы во что бы то ни стало купили имение в Крыму, чтобы ты с детьми могла проводить здесь часть осени… советовал купить имение Селялы графа С. Орлова-Давыдова, хочет нас видеть соседями — это рядом с Массандрой… надо 300 тысяч, нелегко достать…»
Служба Дмитрия Сергеевича в качестве флигель-адъютанта приводила к его частым и многодневным отлучкам из дома. Обладая сильным характером, Ирина Илларионовна становилась главой семьи. «Воронцовское» влияние Сергей Дмитриевич часто обсуждал с дочерью Марией Гудович. Его внук, граф А. А. Гудович, вспоминал: «Ему же хотелось, чтобы дети были Шереметевы, а не Воронцовы-Дашковы и Мейендорфы… А Ирина Илларионовна была женщина с большим характером.» Несмотря на многолетнюю дружбу, мать невестки Шереметев иронично называл «архиграфиня». Сестра Дмитрия, Анна Сергеевна, писала в своём дневнике: «Дмитрий и Павел, суть не что иное, как отголосок Воронцовых… Я всегда была против Воронцовых и против мысли об их породнении с нами!»
С началом Первой мировой войны супруги стали встречаться ещё реже. Шереметев находился при императоре, а Ирина Илларионовна организовала на свои средства и добровольные пожертвования санитарный отряд, в котором исполняла также обязанности старшей медицинской сестры. В начале осени 1914 года её отряд № 41, прикомандированный к Первой гвардейской кавалерийской дивизии, был отправлен в Польшу, где находился рядом с линией фронта. Задача отряда состояла в «оказании медицинской помощи, организации питания и транспортировки к госпиталям раненых и больных воинов.» В донесениях говорилось, что графиня Шереметева «много лично работает на фронте, и лазарет её поставлен образцово. Благодаря своей самоотверженной работе графиня Шереметева очень популярна в среде офицеров.» 9 сентября 1914 года Дмитрий Сергеевич писал жене на фронт: «… Я жду не дождусь, когда ты решишься отдохнуть и вернешься к нам хотя бы на побывку.» За свою деятельность по организации медицинской помощи Ирина Илларионовна была удостоена 3 Георгиевских медалей. 25 октября 1914 года Шереметев писал: «…Радуюсь твоему подвигу и молю Бога сохранить тебя целой и невредимой.»
После революции Ирина Илларионовна с детьми уехали из Петербурга, 22 марта 1917 года Сергей Дмитриевич писал дочери Марье: «Ира с семьёй бежит спасаться в Москву». Вскоре вместе с мужем, который подал в отставку, они переезжают в Кусково. В конце лета Шереметевы принимают решение пробираться в Крым, где находятся имения Елизаветы Андреевны и где постепенно собираются все члены семьи Воронцовых-Дашковых. Сначала семья Шереметевых проживала на даче «Капри» в Ессентуках вместе с семьёй младшего брата Александра, находившегося в Добровольческой армии. Несколько раз им удалось избежать ареста и расстрела. В апреле 1919 года семья графини Шереметевой вместе с Елизаветой Андреевной покинула Крым на одном из английских кораблей, взявших курс на Мальту. Позднее Ирина Илларионовна эмигрировала во Францию, жила в Париже и Антибе, потом переехала в Италию.
Занимаясь общественной работой, графиня Шереметева состояла в ряде организаций:
- Член литературно-исторического кружка «Патриаршая палата»,
- член Общества ревнителей русского исторического просвещения в память императора Александра III.
- член Союза ревнителей памяти императора Николая II (с 1923).
- первый председатель бюро Дамского комитета Союза русских дворян (с 1926).
- член Дамского общества в память императрицы Марии Федоровны.

Графиня Ирина Илларионовна Шереметева скончалась 3 января 1959 в Риме и была похоронена на кладбище Тестаччо.

## Дети
В браке родились:
- Елизавета (1893—1974) — в первом браке с 1912 года супруга Бориса Леонидовича Вяземского (1883—1917); во втором браке с 1921 года — супруга графа Сергея Александровича Чернышёва-Безобразова (1894—1972). Её старшая дочь от второго брака, Ирина Сергеевна (1925—2015) — супруга Теймураза Константиновича Багратион-Мухранского, младшая, Ксения Сергеевна (1929—1968) — эрцгерцога Рудольфа Австрийского (1919—2010);
- Екатерина (1894—1896);
- Ирина (1896—1965) — супруга с 1918 года графа Георгия Дмитриевича Менгден (Менгден фон Альтенвога) (1897—1983);
- Сергей (1898—1972) — участник Белого движения, не женат;
- Прасковья (1901—1980) — с 1921 года супруга князя императорской крови Романа Петровича (1896—1978). У них сыновья Николай и Дмитрий;
- Мария (1902—1919);
- Николай (15.10.1904[10]—1979) — с 1938 года супруг княжны Ирины Феликсовны Юсуповой (1915—1983), единственной дочери князя Феликса Юсупова и княжны Ирины Александровны;
- Василий (1906—1986) — с 1929 года супруг Дарьи Борисовны Татищевой (1905—1983).